# Прстен (накит)
Прстен је врста накита - округлог облика са украсним додатком, најчешће од драгог камена или од неког другог вредног материјала. Најчешће се израђују од племенитих метала: злата, платине, сребра или од неке легуре племенитих метала. 
Прстен је сличан бурми али има украсни додатак (надоградњу). 
Прстен се носи на прсту руке као украс а у неким цивилизацијама и као статусни симбол.
Прстење израђују и продају кујунџије или златари, а у новије време се производе индустријски.